# Septième législature du Bas-Canada
Septième législature 
 (12 déc. 1810 au 22 mars 1814)
6e 8e
Palais épiscopal de Québec
 Québec, Bas-Canada
La septième législature du Bas-Canada siégea du 12 décembre 1810 au 22 mars 1814. Toutes les séances eurent lieu à Québec.

## Élections
Les élections générales ont lieu du 12 mars jusqu'à avril 1810.

## Session[2]
- Première (12 décembre 1810 — 21 mars. 1811)
- Deuxième (21 février 1812 — 19 mai 1812)
- Troisième (16 juillet 1812 — 1er août 1812)
- Quatrième (29 décembre 1812 — 15 février 1813)
- Cinquième (13 janvier 1814 — 17 mars 1814)

## Représentants de la couronne[2]
- Sir James Henry Craig, gouverneur jusqu'au 19 juin 1811.
- Thomas Dunn, administrateur chargé de la province du 19 juin au 14 septembre 1811 en attendant l'arrivée du nouveau gouverneur Prevost nommé en mai.
- Sir George Prevost, gouverneur du 14 septembre 1811 jusqu'à la fin de la législature.

## Présidents de l'Assemblée[2]
- Jean-Antoine Panet (12 décembre 1810 — 22 mars 1814)

## Présidents du Conseil[2]
- Jonathan Sewell (12 décembre 1810 — 22 mars 1814)
- Thomas Dunn[3] (5 février 1811 — 23 février 1814)
- John Hale[3] (23 février 1814 — 22 mars 1814)

## Liste des députés
| District              | Député                             |
| --------------------- | ---------------------------------- |
| Bedford               | Alexis Desbleds                    |
| Buckinghamshire       | Louis Legendre                     |
| Buckinghamshire       | Jean-Baptiste Hébert               |
| Cornwallis            | Joseph Le Vasseur Borgia           |
| Cornwallis            | Joseph Robitaille                  |
| Devon                 | Jean-Baptiste Fortin               |
| Devon                 | François Bernier                   |
| Dorchester            | Pierre Langlois                    |
| Dorchester            | John Caldwell                      |
|                       | Jean-Thomas Taschereau (1812)      |
| Effingham             | Joseph Malboeuf, dit Beausoleil    |
| Effingham             | Joseph Meunier                     |
| Gaspé                 | George Pyke                        |
| Hampshire             | François-Xavier Larue              |
| Hampshire             | François Huot                      |
| Hertford              | François Blanchet                  |
| Hertford              | Étienne-Ferréol Roy                |
| Huntingdon            | Jean-Antoine Panet                 |
| Huntingdon            | Edme Henry                         |
| Kent                  | Louis-Joseph Papineau              |
| Kent                  | Pierre-Dominique Debartzch         |
| Leinster              | Jacques Archambault                |
| Leinster              | Denis-Benjamin Viger               |
| Comté de Montréal     | Jean-Baptiste Durocher             |
|                       | James Stuart (1811)                |
| Comté de Montréal     | Louis Roy Portelance               |
| Montréal-Est          | Stephen Sewell                     |
| Montréal-Est          | Joseph Papineau                    |
| Montréal-Ouest        | Étienne Nivard Saint-Dizier        |
| Montréal-Ouest        | Archibald Norman McLeod            |
| Northumberland        | Joseph Drapeau                     |
|                       | Augustin Caron (1811)              |
| Northumberland        | Thomas Lee                         |
| Orléans               | Charles Blouin                     |
| Comté de Québec       | Louis Gauvreau                     |
| Comté de Québec       | Jean-Baptiste Bédard               |
| Basse-ville de Québec | Pierre Bruneau                     |
| Basse-ville de Québec | John Mure                          |
| Haute-ville de Québec | Claude Dénéchau                    |
| Haute-ville de Québec | James Irvine                       |
| Richelieu             | Louis Bourdages                    |
| Richelieu             | Hyacinthe-Marie Simon, dit Delorme |
| Saint-Maurice         | François Caron                     |
| Saint-Maurice         | Michel Caron                       |
| Surrey                | Pierre-Stanislas Bédard            |
|                       | Pierre Amiot (1813)                |
| Surrey                | Joseph Bédard                      |
| Trois-Rivières        | Thomas Coffin                      |
| Trois-Rivières        | Mathew Bell                        |
| Warwick               | Louis Olivier                      |
| Warwick               | James Cuthbert                     |
|                       | Ross Cuthbert (1812)               |
| William-Henry         | Edward Bowen                       |
|                       | Jacob Pozer (1812)                 |
| York                  | Pierre Saint-Julien                |
| York                  | François Bellet                    |